# Castello di Clent
Il castello di Clent (in inglese Clent Castle) si trova nell'omonimo villaggio e parrocchia civile nel distretto di Bromsgrove della contea Worcestershire, nella regione delle Midlands Occidentali in Inghilterra. Si tratta di un falso castello e la sua costruzione risale al XVIII secolo.

## Storia
A metà del XVIII secolo, secondo una nuova moda seguita da facoltosi imprenditori e proprietari terrieri inglesi, si iniziarono a costruire finte rovine antiche, spesso in stile gotico. Queste torri, mura e castelli, anche se di nuova costruzione, sembravano già crollare. Il castello di Clent è uno di questi capricci architettonici edificato sul terreno di Clent Grove nel villaggio di Clent. Lo fece costruire alla fine del XVIII secolo Thomas Liell.

## Descrizione
Il castello di Clent si trova nell'omonimo villaggio e parrocchia civile nel distretto di Bromsgrove nella regione delle Midlands Occidentali in Inghilterra. Si presenta in mattoni fatti a mano e intonacato con due torri circolari collegate da una sezione centrale. Le torri sono alte tre piani e hanno parapetti merlati. Le aperture delle finestre hanno architravi in pietra. Le torri hanno finestre ad arco ogivale sulla parte anteriore e sui lati, finestre trilobate al primo piano e finestre a forma di croce maltese al piano superiore. La parte centrale presenta un passaggio ad arco ogivale al piano terra e una finestra ad arco ogivale al piano superiore.

### Bene tutelato come edificio storico
L'English Heritage ha classificato il castello di Clent come edificio storico di secondo grado col numero 101301122.